# Stazione di Nanae
La stazione di Nanae (七飯駅?, Nanae-eki) è una stazione nel comune di Nanae, in Hokkaidō. Si trova alla confluenza fra il tracciato principale della linea principale Hakodate ed una diramazione, nota come diramazione Fujishiro (藤城支線 ?, Fujishiro-shisen), che salta alcune stazioni e si ricongiunge alla ferrovia ad Ōnuma.

## Struttura della stazione
La stazione dispone di due piattaforme che servono tre binari, due dei quali in direzione nord, il restante in direzione sud.
| 1 | ■ Linea principale Hakodate | Per Hakodate                                                                                                   |
| 2 | ■ Linea principale Hakodate | Binario passante, utilizzato da treni intercity diretti verso la diramazione Fujishiro che non fermano a Nanae |
| 3 | ■ Linea principale Hakodate | Per Ōnuma, Mori, Oshamanbe                                                                                     |

## Stazioni adiacenti
- Linea principale Hakodate: Ōnakayama - Stazione di Nanae – Oshima-Ōno
- Diramazione Fujishiro: Stazione di Nanae – Ōnuma